# Christian Bruhn (Mediziner, 1865)
Christian Adolf Bruhn (* 29. März 1865 in Neumünster; † 17. Juli 1927 in Reinbek) war ein deutscher Mediziner und Sanitätsrat.

## Leben
Christian Bruhn wurde geboren als Sohn eines Lehrers. Er besuchte von 1874 bis 1878 die höhere Bürgerschule in Itzehoe, wechselte dann auf das Gymnasium in Glückstadt. Nach der Erlangung des Reifezeugnisses im Jahr 1884 studierte er Medizin an der Universität Kiel. Nach bestandenem Physikum im Jahr 1886 studierte er ein Semester in München und eines in Berlin. Nach bestandenem Staatsexamen im Frühjahr 1889 arbeitete er als praktischer Arzt in Itzehoe und übte diese Tätigkeit bis ins Jahr 1900 aus. Für seine Dissertation forschte er an der Augenklinik der Universität Kiel und reichte seine Promotionsschrift Ende 1889 an der Medizinischen Fakultät der Universität Kiel ein.
1900 erkrankte er an Tuberkulose, was seinen weiteren Werdegang stark beeinflussen sollte, und nahm einen längeren Kuraufenthalt im schweizerischen Arosa. Als Patient und dann als Volontärarzt in Falkenstein befasste er sich mit den Anschauungen und Methoden Peter Dettweilers. Danach war er zunächst Volontärarzt in den von der Landesversicherungsanstalt Berlin errichteten Arbeiter-Lungenheilstätten Beelitz-Heilstätten. 1903 wurde er Chefarzt der vom Vaterländischen Frauenverein vom Roten Kreuz gegründeten Lungenheilstätte Oberkaufungen bei Kassel. Nach einem gesundheitlichen Rückfall 1905 machte er erneut eine Kur im Hochgebirge und ließ ich 1907 in Reinbek nieder, wo er andere Lungenerkrankte aufnahm.  Nebenbei betrieb er eine kleine Sprechstundenpraxis in Hamburg, die er wegen des ihn zusätzlich psychisch belastenden Weltkriegs häufiger geschlossen ließ und 1923 ganz schloss.
Seine Erfahrungen bezüglich seiner Tuberkuloseerkrankung dokumentierte er 1924 in seiner Schrift Vom gesunden und vom kranken Tuberkulösen für andere. Per Erlass empfahl der Preußische Wohlfahrtsminister Heinrich Hirtsiefer das Buch der Lehrerschaft zur Anschaffung und das Deutsche Zentralkomitee zur Bekämpfung der Tuberkulose rief alle Behörden, Vereine usw. zur Massenverteilung auf. Für die Massenverteilung zu gemeinnützigen Zwecken wurde daraufhin eine kostengünstige Ausgabe beim Hamburger Parus-Verlag aufgelegt. Der zuständige Referent der Reichsversicherungsanstalt bezeichnete das Werk als „muster- und meisterhafte Schrift“. Das Buch erschien 1928 in der 40. Auflage und erreichten zu diesem Zeitpunkt eine Gesamtauflage von 400.000 Exemplaren. Das Werk wurde in der von Ernst Seiffert, Mitglied des Reichsausschusses für Volksgesundheitsdienst, überarbeiteten Fassung mit einem Vorwort von Gottfried Frey von 1937 bis 1956 im Parus-Verlag mehrfach neu aufgelegt.
In seiner zweiten nennenswerten Abhandlung Gelehrte in Hypnose von 1926 befasste er sich mit dem Thema des „hypnotischen Unfalls“ und dem sogenannten „Traumdenken“ und wertete Erfahrungen mit Hypnose von Hans Driesch, Albert von Schrenck-Notzing, Thomas Mann, Walter von Gulat-Wellenburg, Carl Graf von Klinckowström, Richard Baerwald, Rudolf Tischner, Gustav Wyneken, Gustav Zeller, Fritz Grunewald, Ferdinand Maack, Georg Groddeck, Hermann Keyersling und Carl Happich aus. Als „Sachverständige“ bzw. „Zeugen“ zitierte er knapp 50 weitere Denker seiner Zeit, darunter Erich Becher, Leo Graetz, Edgar Wöhlisch, Carl Zimmer, Richard Willstätter, August Messer, Hans Winterstein, Ferdinand von Lindemann, Ernst Siegfried Becher, Ernst von Aster, Fritz van Calker, Oskar Fischer, Ernst von Seuffert, Karl Gruber, Gustav Scanzoni von Lichtenfels, Erich Bohn, Max Kemmerich, Ludwig Klages, Karl Krall, Jaroslaw Marcinowski, Willy Seidel, Gustav Meyrink, Eugen Bleuler etc.
Bruhn war Mitglied der Vereinigung der Lungenheilanstaltsärzte, aus der letztendlich die heutige Deutsche Gesellschaft für Pneumologie und Beatmungsmedizin hervorging. Er starb an einem aus seiner Erkrankung hervorgegangenen Gallenblasenleiden. Er war seit 1892 verheiratet mit Helene Seitz. Er war Vater des Verlegers Max Bruhn sowie Schwiegervater von Henri Friedlaender. Der Komponist Christian Bruhn ist einer seiner Enkel.

## Schriften
- Ein Fall von Verletzung des Sehnerven, Blutung in die Orbita und Opticusscheide und directer Zerreissung der Choroidea. [Diss. ], Medizinische Fakultät der Universität Kiel, Kiel 1889.
- Vom gesunden und vom kranken Tuberkulösen; Erfahrungen eines lungenkranken Lungenarztes. Für jedermann von Sanitätsrat Dr. Christian Bruhn. Verlag Parus, Hamburg 1924 / F. Volckmar, Leipzig 1926.
- Gelehrte in Hypnose; zur Psychologie der Überzeugung und des Traumdenkens. Druck von Konrad Hanf, Verlag Parus, Hamburg 1926. (online verfügbar)